# Advanced Disc Filing System
Das Advanced Disc Filing System (ADFS) ist ein Dateisystem, das von Acorn für ihr Betriebssystem RISC OS entwickelt wurde. Im Gegensatz zum älteren Disc File System (DFS) des RISC-OS-Vorgängers Arthur hat es keine Probleme mehr mit Fragmentierung.
Es unterstützt Dateinamen mit bis zu 10 Zeichen Länge und maximal 77 Dateien in einem Verzeichnis. Es war anfangs auf 3,5″-Disketten mit einer Kapazität von 640k beschränkt, wurde später jedoch auch auf 800k-Double-Density- und 1600k-High-Density-Disketten erweitert.
In der aktuellen Version von ADFS gibt es so gut wie keine Begrenzung der Zeichen im Dateinamen und Anzahl der Dateien pro Verzeichnis mehr.
Unter Linux lässt sich dieses Dateisystem problemlos mounten.